# L.A. International Airport
L.A. International Airport ist ein Country-Song, der 1971 in der Version der amerikanischen Sängerin Susan Raye bekannt wurde. Er wurde von Leanne Scott geschrieben und war erstmals ein Jahr zuvor von David Frizzell herausgebracht worden.

## Geschichte
Der Country-Sänger David Frizzell nahm das Lied erstmals 1970 auf – elf Jahre vor seinem ersten Album – und veröffentlichte es als Single. L.A. International Airport war seine erste Veröffentlichung überhaupt und konnte Platz 67 der Country-Charts erreichen. Ein Jahr später coverte Susan Raye, die ebenfalls am Anfang ihrer Karriere stand, den Song für ihr Album Willy Jones und machte ihn zum Hit. Er erreichte Platz 9 der Country-Charts und war zugleich der einzige Song, den Raye in ihrer langen Karriere in den Billboard Hot 100 platzieren konnte; des Weiteren schaffte er es auf Platz 1 in Neuseeland.
In ihrer Version wurde das Lied über den Flughafen von Los Angeles zu einem der größten Crossover-Hits der 1970er-Jahre und machte die junge Sängerin berühmt. Die große Popularität des Stücks nutzte sie noch über 20 Jahre später zur Vermarktung eines ihrer Best-of-Alben, dem sie den Titel ihres bekanntesten Songs gab. 2003 führte sie ihn nach 17 Jahren Bühnenpause zum 75. Geburtstag des Flughafens noch einmal auf; zudem wurde er zum offiziellen Song des Flughafens erklärt.  Eine der beiden Goldenen Schallplatten, die Raye für das Lied erhielt, ist im Flughafen ausgestellt. 2003 nahm Shirley Myers, eine Sängerin aus Nashville, den Song neu auf.

## Inhalt
Das Lied handelt von einer Frau, die nicht mehr von ihrem Mann geliebt wird und nun in der Abflughalle des L.A. International Airport auf ihren Abflug wartet, nachdem sie per Taxi mit gepacktem Koffer von zu Hause aus aufgebrochen war. Es wird außerdem beschrieben, wie sie beim Flug mit ihren Tränen kämpft. Sie fliegt in einer Boeing 747. Der Zielort bleibt unbekannt.